# Юсефсон, Эрнст
Эрнст Ю́сефсон (швед. Ernst Josephson; 16 апреля 1851, Стокгольм — 22 ноября 1906, там же) — шведский художник, график, поэт.
Родом из еврейской семьи. Писал преимущественно портреты, пейзажи и сцены из жизни народа. Ему приписывают следующие слова:

Я стану шведским Рембрандтом или умру
Оригинальный текст (швед.)Jag ska bli Sveriges Rembrandt eller dö

Юсефсон в 1867—1876 годах учился в Стокгольмской Академии художеств, а также в Италии, Франции, Нидерландах и других странах. Много путешествовал по странам Европы, в 1879 году поселился в Париже. Первые работы, созданные в этот период, отмечены влиянием импрессионизма. Юсефсон писал интерьеры королевских замков и деревенских домов, портреты, шведские пейзажи. Не принятый современниками, в 1886 году покинул Париж, переехав в сельскую местность. Искусство его стало близко к символизму.
В 1888 году, во время поездки по Бретани, у Юсефсона ухудшилось психическое состояние, он был госпитализирован в больницу города Уппсала, где ему поставили диагноз «деменция прекокс». Находясь на лечении в Стокгольме, он продолжал заниматься творчеством. Душевное расстройство наложило отпечаток на работы этого периода, Юсефсон писал гротескно-фантастические и экспрессивные полотна.
Творчество Юсефсона предвосхитило течения в живописи XX века: экспрессионизм, модернизм, примитивизм.
Юсефсон также написал два сборника стихов: «Чёрные розы» (1888, швед. Svarta rosor) и «Жёлтые розы» (1896, швед. Gula rosor).